# Vaganten

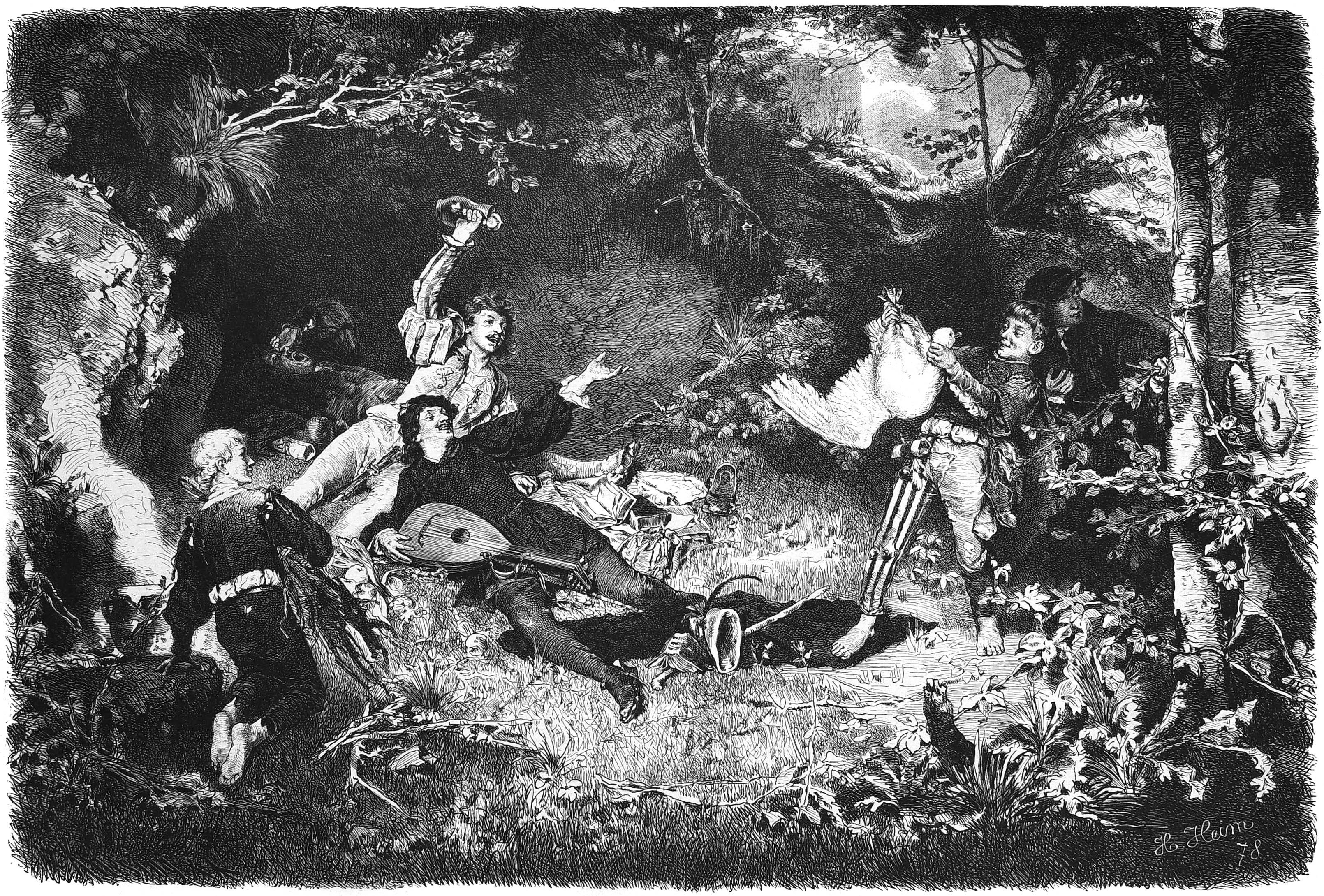
Fahrende Schüler in der Vorstellung des 19. Jahrhunderts.

Als Vaganten (lateinisch vagari, ‚umherstreifen‘, ‚ziellos unterwegs sein‘, daher clericus vagans „umherziehender Geistlicher“, Plural clerici vagantes) oder auch Goliarden (aus dem Französischen, Etymologie unklar, hierzu siehe unten), deutsch „fahrende Schüler“ oder „fahrende Scholaren“, werden umherziehende Kleriker auf der Suche nach einem geistlichen oder weltlichen Amt, Studenten und allgemein gelehrte Bohème des 12. und 13. Jahrhunderts bezeichnet.
Die Forschung nahm lange an, dass aus dem Milieu dieses umherziehenden Gelehrtenvolks die sogenannte Vagantendichtung (auch Goliardendichtung genannt) entstammt, lateinische weltliche Lyrik und Spruchdichtung, die sich durch volksnahe Themen und Ton von der gleichzeitigen höfischen Dichtung abgrenzt. Dieser Ansatz gilt jedoch als überholt, da die Verfasser der Vagantendichtung oft als Kleriker identifiziert werden können, die fest in die Kirchenhierarchie integriert waren und häufig als Lehrer im Säkularklerus arbeiteten.
Dass zwischen den Vaganten und fahrendem Volk teilweise kein großer Unterschied gemacht wurde, mag einerseits von tatsächlich vorhandener Armut und sicher auch einiger Zuchtlosigkeit in den Randbereichen der mittelalterlichen Gelehrtenwelt herrühren, andererseits jedoch auch daher, dass sich der Begriff clerici vagantes auf einen Missstand in der Kirche des 5. und 6. Jahrhunderts bezog, gegen den sich schon Verordnungen des Konzils von Chalcedon richteten: Zu jener Zeit konnte sich im Prinzip jeder, der wollte, als Mönch bezeichnen und hatte als solcher Anspruch auf die zumindest zeitweilige Gastfreundschaft eines Klosters. Die Folge war, dass die Zahl selbsternannter Mönche, die vor allem im oströmischen Reich von Kloster zu Kloster zogen, zu einem echten Problem wurde.
Die Herkunft der Bezeichnung Goliard (lat. Goliardus) ist unklar. Vorgeschlagen wurde eine Ableitung von gula (lat. „Völlerei“), vom französischen gaillard („fröhlicher Mann“) oder von Golias, der lateinischen Form des Namens des biblischen Riesen Goliath. Die Figur des Goliath war im Mittelalter zunächst einmal eine Verkörperung des Bösen – als solche wurde sie auch von Bernhard von Clairvaux gebraucht, der in einem Brief den Gelehrten Peter Abaelard mit Goliath verglich. Da enge Verbindungen zwischen dem Kreis um Abaelard und einigen bekannten Vagantendichtern belegt sind, wurde die Namensherleitung auf diesen Vergleich gestützt.
Einen den Mönchsorden nachgebildeten Ordo Vagorum („Vagantenorden“), wie er in den Carmina Burana erwähnt wird, dem dann vielleicht noch ein Bischof Golias vorgesessen hätte, hat es wohl nur in literarischer Form gegeben.
In der Wandervogel-Bewegung zu Beginn des 20. Jahrhunderts wurden die Wander- und Gruppenführer Bachanten  oder in Süddeutschland meist Pachanten genannt. Die Bezeichnung geht auf Karl Fischer zurück, der die Neulinge immer wieder darauf hinwies, dass dies nichts mit Bacchus und Bacchanten zu tun habe, sondern von den mittelalterlichen Vaganten abgeleitet sei.
In Italien und der italienischen Schweiz gibt es seit dem 19. Jahrhundert Goliardische Orden genannte studentische Fest- und Karnevalsgesellschaften.
Das Goliathhaus in Regensburg wurde vermutlich nach den Goliarden benannt.